# Fear, Uncertainty and Doubt
Als Fear, Uncertainty and Doubt (englisch für Furcht, Ungewissheit und Zweifel, meist abgekürzt als FUD) wird eine Werbe- oder Kommunikationsstrategie bezeichnet, die der gezielten Bekämpfung und Diskreditierung eines (in der Regel wirtschaftlichen oder politischen) Konkurrenten dient, insbesondere wenn dieser bislang ein gutes Image hat. Auch zur Kommentierung von Einschüchterungsversuchen durch Unternehmen, Verbände oder staatliche Behörden wird die Formel benutzt.
Geprägt hat diesen Begriff Gene Amdahl, nachdem er IBM verlassen hatte, um seine eigene Firma Amdahl Corporation zu gründen. Er soll damals über IBM-Vertriebsmitarbeiter gesagt haben, es seien Furcht, Ungewissheit und Zweifel, die sie potenziellen Amdahl-Kunden vermittelten.

## Ziel
Das Ziel ist es, beim Informationsempfänger (zum Beispiel Kunden, Wähler) jene Furcht, Ungewissheit und Zweifel gegenüber einem Konkurrenten oder dessen Produkten hervorzurufen (Propaganda). Hierbei wird ausgenutzt, dass Angstgefühle beim Menschen irrational begründet sind und selbst nachweislich falsche Informationen zu Unsicherheiten führen können.

## Vorgehen
Die Strategie, gezielt Zweifel an wissenschaftlichen Erkenntnissen zu säen, wurde von der Tabakindustrie eingeführt und wird inzwischen seit mehreren Jahrzehnten genutzt, um politische Entscheidungen zu Umweltfragen wie z. B. dem Klimaschutz zu verzögern. Man bedient sich dabei gezielter, aber dennoch subtiler und eher unterschwelliger Desinformation, zum Beispiel in Pressemeldungen. Häufig werden diese über scheinbar neutrale Quellen („Third-Party Strategy“) verbreitet, deren Verbindung zum eigentlichen Urheber nicht sofort ersichtlich ist.
Panikmache oder Fehlinformation zur Unterbindung bestimmter Handlungen gehört ebenfalls in den Bereich des FUD. Hier ist der jeweilige Konkurrent das Opfer, der Informationsempfänger nur Mittel zum Zweck. So werden bisweilen Produkte verfrüht angekündigt, lediglich um Kunden vom Kauf von Konkurrenzprodukten abzuhalten (Vaporware).
Befürworter freier Inhalte weisen gelegentlich angeblichen Rechteinhabern nach, die sich besonderer Schutzrechte berühmen, dass diese durch eine FUD-Strategie versuchen, Nutzer einzuschüchtern und von der Nutzung von Werken abzuhalten, die an sich frei sind.
Auch bei Rechtsstreitigkeiten kann das Mittel FUD eingesetzt werden, vor allem in Verbindung mit hohen Streitwerten und unerfahrenen Gegnern. Hier bilden Informationsempfänger und Opfer eine Einheit, beispielsweise bei einer Abmahnwelle gegen private Betreiber von Websites.

## Abwehr
Eine mögliche Verteidigung gegen alle genannten Angriffsarten ist die Veröffentlichung der Tatsachen seitens des Opfers.
Nicht zu verwechseln ist FUD mit einer offen geführten Hetz- bzw. Schmutzkampagne, was im geschäftlichen Bereich als unlauterer Wettbewerb einzustufen ist.

## Dokumentarfilm
Der Schweizer Unternehmer und Programmierer Michael Wechner drehte 2005 einen Dokumentarfilm unter dem Titel FUD – Fear Uncertainty Doubt, in dem ein Stimmungsbild der Open-Source-Szene am Beispiel der Apache Group gezeichnet wird.